# Collonges, Ain
Collonges je naselje in občina v jugovzhodnem francoskem departmaju Ain regije Rona-Alpe. Leta 1999 je naselje imelo 1.133 prebivalcev.

## Geografija
Kraj se nahaja v pokrajini Pays de Gex v bližini meje s Švico; je del širšega zaledja Ženeve; 81 km vzhodno od središča departmaja Bourga. 

## Administracija
Collonges je sedež istoimenskega kantona, v katerega so poleg njegove vključene še občine Challex, Chézery-Forens, Confort, Farges, Lancrans, Léaz, Péron, Pougny in Saint-Jean-de-Gonville z 8.431 prebivalci. 
Kanton je sestavni del okrožja Gex.